# Arthrosphaera noticeps
Arthrosphaera noticeps är en mångfotingart som först beskrevs av Butler 1872.  Arthrosphaera noticeps ingår i släktet Arthrosphaera och familjen Sphaerotheriidae. Inga underarter finns listade i Catalogue of Life.